# Kalegāh-e Zamān
Kalegāh-e Zamān (persiska: کلگاه زمان) är en ort i Iran.   Den ligger i provinsen Kermanshah, i den nordvästra delen av landet, 400 km väster om huvudstaden Teheran. Kalegāh-e Zamān ligger 1 806 meter över havet och antalet invånare är 837.
Terrängen runt Kalegāh-e Zamān är varierad. Kalegāh-e Zamān ligger nere i en dal.Runt Kalegāh-e Zamān är det ganska tätbefolkat, med 72 invånare per kvadratkilometer. Närmaste större samhälle är Sonqor, 14,7 km söder om Kalegāh-e Zamān. Trakten runt Kalegāh-e Zamān består till största delen av jordbruksmark.